# Liliovec
Liliovec (Narthecium) je rod jednoděložných rostlin z čeledi liliovcovité (Nartheciaceae). Starší taxonomické systémy ho řadily někdy do čeledí kýchavicovité (Melanthaiceae), popř. do čeledi liliovité v širším pojetí (Liliaceae s.l.).

## Popis
Jedná se o vytrvalé pozemní byliny s plazivými oddenky. Jsou to rostliny jednodomé s oboupohlavnými. Listy jsou převážně jen v přízemní růžici, na lodyze je několik (3-6) poměrně redukovaných lodyžních listů. Listy jsou jednoduché, přisedlé, střídavé, s listovými pochvami. Čepele listů jsou celokrajné, většinou úzce čárkovité, žilnatina je souběžná. Květy jsou oboupohlavné, v květenstvích, většinou ve vrcholových hroznech. V květenství jsou přítomny listeny. Květy jsou pravidelné, okvětí je vyvinuto, zpravidla 6 okvětních lístků ve 2 přeslenech (3+3), okvětní lístky jsou volné, vytrvalé, za květu rozestálé, za plodu vzpřímené, žlutavé nebo zelenavé. Tyčinek je 6, ve 2 přeslenech, nitky jsou hustě vlnaté. Gyneceum je složeno ze 3 plodolistů, synkarpní, semeník je svrchní. Plod je suchý, pukavý, jedná se o tobolku, většinou hluboce trojlaločnou. Semena jsou četná a nitkovitá.

## Rozšíření ve světě
Je známo asi 4-8 druhů (záleží na pojetí), které jsou rozšířeny v Evropě, východní Asii a v Severní Americe.

## Výskyt v Česku
V ČR v současnosti neroste žádný druh, ale naposledy v roce 1900 rostl poblíž Slatiňan liliovec kostilomka (Narthecium ossifragum). Možná že v 19. století rostl i v Polabí. Později vyhynul.

## Seznam druhů
- Narthecium americanum – Severní Amerika
- Narthecium californicum - západ Severní Ameriky
- Narthecium ossifragum  – západní a severní Evropa
- Narthecium reverchonii – Korsika, endemit
- Narthecium scardicum – jihovýchodní Evropa
- možná další